# Teramo
Teramo, za starého Říma Interamnia Praetuttorium, je město ve střední Itálii v regionu Abruzzo. Má asi 55 tisíc obyvatel. Je správním centrem provincie Teramo, sídlem univerzity Università degli Studi di Teramo a římskokatolické diecéze Teramo-Atri. Významnou památkou je teramská katedrála založená roku 1158 a zasvěcená Nanebevzetí Panny Marie a sv. Berardovi, místnímu patronovi.